# Prop Cycle
Prop Cycle es un juego arcade de 1996 desarrollado y publicado por Namco.

## Jugabilidad
Prop Cycle es un juego de vuelo en 3D basado en el tiempo en el que el jugador debe usar un avión de propulsión humana para evitar que la ciudad de Solitar se aleje flotando de forma permanente haciendo estallar globos aerostáticos. El ciclo se controla mediante el uso de pedales para hacer girar la hélice y el manillar para girar a izquierda y derecha y cambiar de altitud.

## Resumen
La historia tiene lugar en un mundo destruido por una guerra 200 años antes. En la guerra se usó un arma magnética hiperespacial llamada "Bomba Tesla", que destruyó toda civilización y cambió por completo el terreno del mundo. Los pocos que sobrevivieron abandonaron la alta tecnología y llevan una vida sencilla pero elegante. La tecnología más avanzada es la máquina de vapor impulsada por un recurso natural llamado piedras combustibles. Usando máquinas de vapor mejoradas con piedras de combustible, es posible volar un avión. Con el terreno del mundo formado por cañones empinados causados por la destrucción de la guerra anterior, la tecnología de vuelo personal es necesaria para que las personas vivan sin destruir la naturaleza. Sin embargo, la tecnología de vuelo ha experimentado un alto grado de evolución con la colección de conocimientos de la nueva civilización y ahora es posible volar libremente solo con el poder humano. La máquina voladora se llama "Lapperopter".
En un pueblo había un altar donde alguien tocó parte de él y un rayo feroz cayó sobre varios pueblos. Cada pueblo fue cortado en forma de sol, luna o estrella, y llevado a una gran altura. La gente en tierra finalmente comenzó a llamar a la tierra flotante "solita" (isla aislada).
En un momento, cayó una carta de un vecino de "Solita". El altar era en realidad un controlador de armas con bolas de energía rojas flotando a su alrededor. Si se pueden destruir todas las bolas en poco tiempo, las aldeas pueden volver a sus posiciones originales en el suelo. Sin embargo, varios han intentado y han fallado en destruir todas las bolas de energía.
Para evitar más bajas de pilotos, se está realizando una prueba para recolectar globos en poco tiempo con el “Lapperopter”.

## Desarrollo y lanzamiento
Prop Cycle fue diseñado por Shigeki Toyama, un ingeniero de Namco que trabajó en juegos como Xevious (1983), Final Lap (1987) y Point Blank (1994). Toyama se inspiró para crear Prop Cycle después de que él y otro empleado de Namco terminaron la producción en una demostración técnica en la que el jugador viajaba en un avión impulsado por humanos y derribaba a los enemigos. La demostración no usó polígonos 3D, sino sprites 2D con técnicas de escalado que crearon la ilusión de un mundo 3D. Si bien a Toyama no le pareció interesante el juego en sí, pensó que su sensación de vuelo era intrigante y decidió convertir el concepto en un juego completo. También se inspiró en la película de Studio Ghibli Kiki's Delivery Service, protagonizada por una joven bruja volando en una escoba.
Dado que Prop Cycle se estaba creando como un juego de arcade, Toyama quería que el juego fuera altamente interactivo y tuviera una razón para ser exclusivo de las salas de juegos. También quería que el juego fuera único y distinto de otros juegos de arcade, ya que nunca disfrutó de repetir ideas ya existentes. Toyama trabajó para permitir a los jugadores experimentar la emoción de volar y sentir el viento, y para hacer que el juego en sí fuera más que simplemente derrotar a los enemigos. Para tener una idea de lo que estaba buscando Toyama, el equipo de desarrollo salió a hacer un día de ala deltacon una cámara adjunta a las alas del planeador. El equipo pasó de tres a cuatro meses desarrollando el aspecto volador; El programador Naoyuki Koyama no entendió lo que Toyama quería transmitir con "montar el viento", por lo que para demostrarlo colocó un peso en un paraguas para darle a Koyama una idea de lo que estaba tratando de crear.
Toyama quería que Prop Cycle tuviera una historia adecuada además de su concepto de juego único. Refiriéndose en broma a su papel como "director de cine" del proyecto, Toyama diseñó el escenario, la trama y los personajes, y dibujó el arte de las aldeas y los temas de los niveles. Una elección de diseño intencional fue que el jugador tenía que llegar a la última etapa para comprender la historia, una decisión de la que desde entonces se ha arrepentido. Toyama consideró hacer un modo de "Visitas turísticas" en el que los jugadores pudieran volar a cualquier lugar que quisieran bajo un límite de tiempo, sin embargo, el tiempo de desarrollo limitado hizo que la idea fuera descartada.

## Recepción
Game Machine afirma que Prop Cycle fue el segundo juego de arcade más popular de agosto de 1996 en Japón. Retro Gamer lo describió como uno de los juegos de arcade más exclusivos jamás creados y un título más accesible en comparación con las otras ofertas de Namco y Sega. El personal disfrutó de la simplicidad y originalidad del juego y escribió que "no hay duda de cómo se ha mantenido en tantos lugares después de casi dos décadas".